# Gesnouinia filamentosa
Gesnouinia filamentosa är en nässelväxtart som beskrevs av Hugh Algernon Weddell. Gesnouinia filamentosa ingår i släktet Gesnouinia och familjen nässelväxter. Inga underarter finns listade i Catalogue of Life.